# Ronde van Navarra
De Ronde van Navarra (Spaans: Vuelta Ciclista a Navarra) is een Spaanse meerdaagse wielerwedstrijd. De koers was een amateurkoers tot 2005, toen het een categorie 2.2. kwalificatie kreeg van de UCI en opgenomen werd in de UCI Europe Tour. Vanaf 2009 is het een wedstrijd in de categorie Elite/U23.

## Mannen

### Erelijst
| Jaar                     | Winnaar                     | Tweede                     | Derde                       |
| ------------------------ | --------------------------- | -------------------------- | --------------------------- |
| 1941                     | Julián Berrendero           | José Jabardo               | Delio Rodríguez             |
| 1942–1954 Niet verreden' |                             |                            |                             |
| 1955                     | Antonio Jiménez Quiles      | Emilio Hernán Díaz Herrera | Jesús Madrazo               |
| 1956–1961 Niet verreden  |                             |                            |                             |
| 1962                     | Antonio Blanco Martínez     | José Suria                 | José Manuel Lasa            |
| 1963                     | Mariano Díaz                | Francisco Marti Moreno     | José Manuel Lasa            |
| 1964                     | Mariano Díaz                | Juan García Such           | Juan María Azkue            |
| 1965                     | Mariano Díaz                | Domingo Perurena           | José Luis Uribezubia Velar  |
| 1966                     | Juan Daniel Perera          | Jose Enrique Cifuentes     | Salvador Canet García       |
| 1967                     | José Antonio González       | Miguel María Lasa          | José Alba Montiel           |
| 1968                     | José Suria                  | José Luis Galdamez         | Germán Martín Saez          |
| 1969                     | Lucien Van Impe             | Juan Santiago Zurano Jerez | Ernie De Blaere             |
| 1970                     | Andrés Oliva                | José Pesarrodona           | José Casas García           |
| 1971                     | Jose Luis Viejo             | Fernando Plaza             | Martin Martínez             |
| 1972                     | Carlos Ocaña Crespo         | Jaime Huélamo              | Javier Mínguez              |
| 1973                     | Enrique Martínez Heredia    | Antoni Vallori Mateu       | Juan Pujol                  |
| 1974                     | Santiago Segú Soriano       | Anastasio Greciano         | Rafael Ladrón de Guevara    |
| 1975                     | Eulalio García Pereda       | Antonio Prieto Lozano      | Miguel Verdera              |
| 1976 Niet verreden       |                             |                            |                             |
| 1977                     | Anastasio Greciano          | Miguel Gutiérrez           | Ángel López del Álamo       |
| 1978 Niet verreden       |                             |                            |                             |
| 1979                     | Guillermo De La Pena        | Jesús Rodríguez Magro      | Juan-Carlos Alonso          |
| 1980                     | Francis Garmendia           | Luis Vicente Otin          | Mikel Ugartemendia          |
| 1981                     | Iñaki López Arregi          | René Bajan                 | Julián Gorospe              |
| 1982                     | Antônio Silvestre           | Eduardo González Salvador  | Juan Alberto Reig           |
| 1983                     | Oleg Chuzhda                | Pello Ruiz Cabestany       | Andrei Toporichev           |
| 1984                     | Álvaro Fernández Fernández  | Miguel Indurain            | Manuel Guijarro Doménech    |
| 1985                     | Jean-Claude Ronc            | Roque de la Cruz           | Emilio García Pérez         |
| 1986                     | Carlos Muñiz Menéndez       | José Luis Morán            | Jesús Montoya               |
| 1987                     | Gabriel Roberto Sabbiao     | Gregory Dwiar              | Jaime Tomás                 |
| 1988                     | Dmitri Zjdanov              | Scott Sunderland           | Vladislav Bobrik            |
| 1989                     | Francisco Ignacio San Román | Luis Miguel Guerra         | José Luis Díaz Díaz         |
| 1990                     | Roberto Lezaun              | Javier Lazpiur             | Santiago Crespo             |
| 1991                     | Alfredo Irusta Sampedro     | Danny Alaerts              | Ignacio Duque Martínez      |
| 1992                     | Agustín Sagasti Alegría     | Manuel Fernández Ginés     | José Luis Arrieta           |
| 1993                     | Óscar López Uriarte         | Alfonso Roberto Rodríguez  | Miguel Ángel Peña           |
| 1994                     | Santiago Blanco             | Javier Pascual Rodríguez   | Manuel Beltrán              |
| 1995                     | Sergej Ivanov               | Brett Dennis               | Oleg Timofeev               |
| 1996                     | José Vicente García         | Christophe Paulvé          | David Cancela Matellano     |
| 1997                     | Artur Babaitsev             | José Francisco Jarque      | Carlos Sastre               |
| 1998                     | Eduard Gritsun              | Mikel Artetxe              | Bram de Groot               |
| 1999                     | Óscar García Lago           | José Urea                  | Francisco Vila              |
| 2000                     | Carmelo Maurici             | Dimitri Parfimovitch       | Gustavo Mario Toledo        |
| 2001                     | Julen Fernández             | Egoi Martínez              | Juan Gomis                  |
| 2002                     | Alberto Hierro Seco         | Dionisio Galparsoro        | Iñigo Urretxua              |
| 2003                     | Santiago Segú Pombo         | Balázs Rothmer             | Aketza Peña Iza             |
| 2004                     | Alexei Bugrov               | Antonio Berasategi         | Jorge Nogaledo              |
| 2005                     | Pavel Broett                | Juan Carlos López          | Francisco Gutiérrez Álvarez |
| 2006                     | Jesús Tendero               | Pavel Broett               | Donato Cannone              |
| 2007                     | Maurizio Biondo             | Luis Roberto Álvarez       | Aleksej Sjtsjebelin         |
| 2008                     | Diego Tamayo                | Eriz Ruiz                  | Valerii Dmitriev            |
| 2009                     | Francisco Terciado          | César Fonte                | Thomas Lebas                |
| 2010                     | Víctor de la Parte          | Daniel Plaza Aira          | Daniel Díaz                 |
| 2011                     | Antoine Lavieu              | Yelko Gómez                | Adrián Alvarado             |
| 2012                     | Steve Bekaert               | Tim Wellens                | Joseba del Barrio           |
| 2013                     | Antonio Molina              | Higinio Fernández          | Miguel Ángel Benito         |
| 2014                     | Antonio Pedrero             | Jakub Kaczmarek            | Arnau Solé                  |
| 2015                     | Mikel Iturria               | Jorge Arcas                | Fernando Barceló            |
| 2016                     | Richard Carapaz             | Johnatan Cañaveral         | Josu Zabala                 |
| 2017                     | Harm Vanhoucke              | Jaime Castrillo            | Óscar Pelegrí               |
| 2018                     | Francesco Romano            | Antonio Jesús Soto         | Óscar Linares               |
| 2019                     | Jefferson Cepeda            | Kobe Goossens              | Camilo Castro               |
| 2020–21 Niet verreden    |                             |                            |                             |
| 2022                     | Andrew Vollmer              | Harrison Wood              | Enekoitz Azparren           |
| 2023                     | Hugo Aznar                  | Simone Carrò               | David Delgado               |
| 2024                     | Alex Díaz                   | Iker Trigo                 | Nil Gimeno                  |
| 2025                     | Unai Ramos                  | Iker Gómez                 | Alejandro Granados          |

### Meervoudige winnaars
| Overwinningen | Renner       | Land   | Jaren              |
| ------------- | ------------ | ------ | ------------------ |
| 3             | Mariano Diaz | Spanje | 1963 + 1964 + 1965 |

### Overwinningen per land
| Overwinningen | Land                           |
| ------------- | ------------------------------ |
| 40            | Spanje                         |
| 5             | Rusland                        |
| 3             | België, Italië, Frankrijk      |
| 2             | Brazilië, Sovjet-Unie, Ecuador |
| 1             | Colombia, USA                  |

## Vrouwen

### Erelijst
| Jaar | Eerste            | Tweede             | Derde                |
| ---- | ----------------- | ------------------ | -------------------- |
| 1995 | Fátima Blázquez   | Nuria Florencio    | Izaskun Bengoa       |
| 1996 | Izaskun Bengoa    | Fátima Blázquez    | Teodora Ruano        |
| 1997 | Yvonne McGregor   | Izaskun Bengoa     | Rosa María Bravo     |
| 1998 | Teodora Ruano     | Elisabeth Chevanne | Bernadette Irastorza |
| 1999 | Maryline Salvetat | Montserrat Alonso  | Ruth Martínez        |
| 2000 | Diana Žiliūtė     | Sara Symington     | Tatiana Stiajkina    |